# فوشيريا

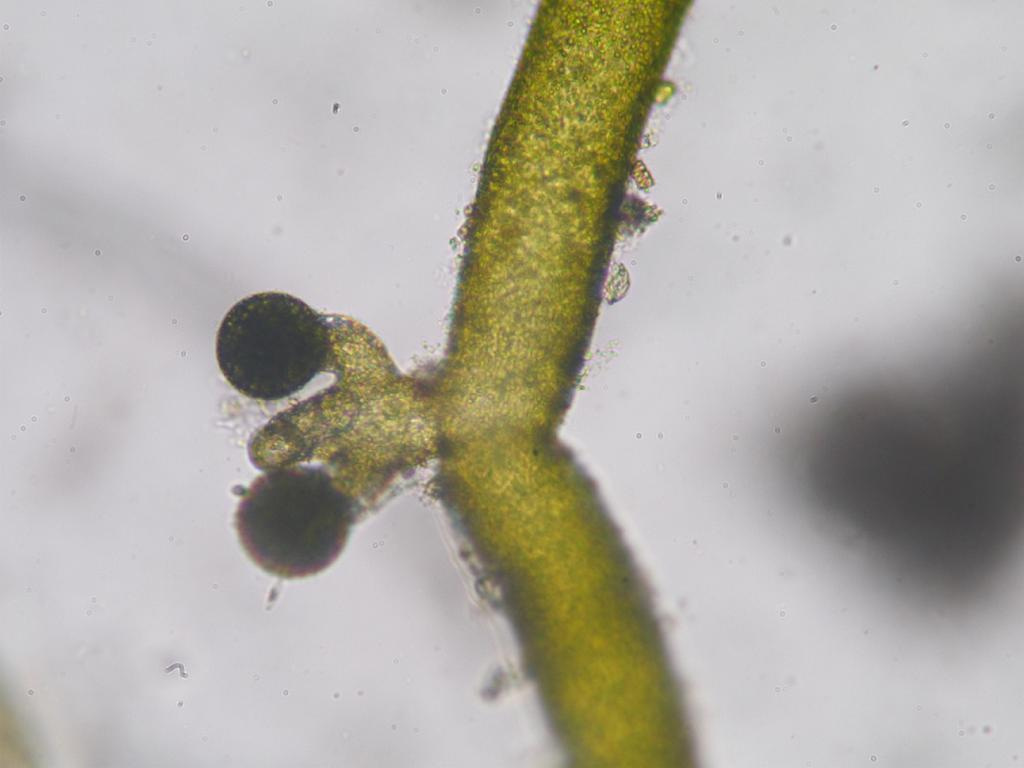
فوشيريا

فوشيريا (باللاتينية: Vaucheria) هو جنس من الطحالب الصفراء الخضراء. وهي كائانات وحيدة الخلية تعيش في المياه العذبة الراكدة أو على أسطح التربة الرطبة و أحياناً في المياه المالحة . يتكون الثالوس من شكل أنبوبي كثير التفرغ عديد الأنوية الحقيقية ، و لا توجد أية فواصل داخلية أو جدر مستعرضة ، و يسمى الثالوس بالشكل الأنبوبي أو المدمج الخلوي. و لا تتكون الجدر العرضية إلا وقت حدوث التاكثر ، و توجود أشباه جذور قاعدية عديمة اللون تثبت الثالوس للطبقة التحتية. يشغل تجويف الثالوس في الداخل فجوة عصارية كبيرة تمتد بامتداد الشكل الأنبوبي ، و تتركز الأنوية في الطبقة في الطبقة الداخلية من السيتوبلازم تجاه الفجوة العصارية ، أما البلاستيدات الخضراء فهي قرصية الشكل تتمركز ناحية الطبقة الخرجية من السيتو بلازم تلى الجدار و لا يوجد بها بيرونديدات ، الجدار يتركب من مادتي السليوز و البكتين ، الغذاء المدخر على هيئة زيوت.